# USV Eschen/Mauren
Unterländer Spielervereinigung Eschen/Mauren (obecně známý jako Eschen/Mauren) je lichtenštejnský fotbalový klub sídlící v Eschenu. Lichtenštejnsko nemá vlastní ligovou soutěž, a tak soutěží v 1. Lize, čtvrté nejvyšší úrovni švýcarského fotbalu. Své domácí zápasy hraje ve Sportparku Eschen-Mauren.

## Trofeje
- Lichtenštejnský fotbalový pohár (5×)[2]
  - 1975/76, 1976/77, 1977/78, 1986/87, 2011/12